# فرانك كورال
فرانك كورال (بالإسبانية: Frank Corral) هو لاعب كرة قدم أمريكية مكسيكي، ولد في 16 يونيو 1955 في ولاية شيواوا في المكسيك.

## وصلات خارجية
- فرانك كورال على موقع مرجع كرة القدم المحترفة.كوم (الإنجليزية)